# Chloe Marshall
Chloe Marshall (ur. 27 marca 1991) – brytyjska miss, modelka pochodząca z Cranleigh, Surrey. 
Po zdobyciu tytuł Miss Surrey w marcu 2008 roku stała się wtedy pierwszą miss o rozmiarze 16 (rozmiar US 12), która zdołała zdobyć diadem w finale Miss Anglii.
Marshall stwierdziła, że chciała przejść do finałów Miss Anglii, aby przełamać stereotyp, że musisz być wysoka i chuda by być uznana za piękność. Jednak jej wskaźnik masy ciała, wynoszący 25,3 (czyli nieco ponad to, co wskaźnik masy ciała klasyfikuje jak nadwagę), doprowadził do jej krytyki za propagowanie otyłości i złego stanu zdrowia.
W krajowym finale o tytuł Miss Anglii, który został przeprowadzony w dniu 18 lipca 2008, Marshall uplasowała się na drugim miejscu. W tym samym roku podpisała kontrakt z agencją Models Plus.